# Australian Open 2021
Australian Open 2021 byl 109. ročník úvodního tenisového grandslamu sezóny, konaný mezi 8. až 21. únorem 2021. V otevřené éře tenisu představoval 53. ročník australského majoru a celkově 211. grandslam. Turnaj se řadil do kalendáře mužského okruhu ATP Tour 2021 a ženského okruhu WTA Tour 2021. Vítězové si do žebříčků, vyjma soutěže smíšené čtyřhry, připsali dva tisíce bodů. Grandslam probíhal v melbournském Melbourne Parku na 16 soutěžních dvorcích s tvrdým povrchem GreenSet. Organizátory se staly Mezinárodní tenisová federace a Australský tenisový svaz. Generálním sponzorem byl dlouholetý partner, jihokorejská automobilka Kia.
Australian Open se stal čtvrtým majorem v řadě, jehož průběh ovlivnila pandemie covidu-19. Kvalifikace se poprvé odehrály mimo australské dějiště. Hlavní turnaj byl o tři týdny odložen a poprvé začíná v únoru. Jednalo se o první grandslam v historii, který využil technologii elektronického čárového rozhodčího. Pořadatelé zajišťovali dodržování vládních proticovidových nařízení, s omezeními pro hráče a sníženým počtem diváků.
Dvojnásobným obhájcem titulu v mužské dvouhře byl první hráč světa Novak Djoković ze Srbska, který ziskem devátého triumfu navýšil vlastní historický rekord v počtu titulů na Australian Open. Osmnáctá grandslamová trofej z dvacátého osmého odehraného finále jej řadila na třetí místo historických statistik. Mezi ženami roli obhájkyně plnila americká světová čtyřka Sofia Keninová, která ve druhém kole podlehla Estonce Kaie Kanepiové. Čtvrtý grandslam získala japonská světová trojka Naomi Ósakaová. Navázala tak na dva triumfy z US Open a vítězství z Australian Open 2019. I čtvrté grandslamové finále v kariéře vyhrála, což se naposledy před ní podařilo Monice Selešové v sezónách 1990 a 1991. Deblový titul si odvezl Chorvat Ivan Dodig s Filip Poláškem, který se stal prvním slovenským mužem ve finále grandslamové čtyřhry. Ženskou čtyřhru ovládly  Belgičanka Elise Mertensová s Běloruskou Arynou Sabalenkovou, která se premiérově stala deblovou světovou jedničkou. Trofej v mixu podruhé vyhrál Američan Rajeev Ram a potřetí v řadě jeho spoluhráčka Barbora Krejčíková, jíž se tento výkon podařil jako první ženě od Margaret Courtové z let 1963–1965.

## Dopad pandemie covidu-19
Australský tenisový svaz 17. prosince 2020 oznámil odložení melbournského grandslamu o tři týdny kvůli pokračující pandemii covidu-19 a přísným vládním nařízením. Plánované zahájení 18. ledna 2021 tak bylo posunuto na týden od 8. února. Mimoaustralští tenisté byli vyzváni k výběru jednoho z charterových letů do Melbourne. Vláda viktorijského svazového státu informovala o povinné dvoutýdenní karanténě pro osoby, které přicestovaly do Austrálie. Zhruba tisíc hráčů a členů doprovodu muselo pro účast na melbournských přípravných turnajích, v týdnu před grandslamem od 31. ledna, zohlednit časnější přílet do místa konání. Karanténa umožnila každodenní pětihodinový volný pohyb mimo hotelový pokoj, s možností tréninku. 72 tenistů, kteří se nacházeli v letech s pozitivně testovanými pasažéry, obdrželo striktní zákaz opuštění pokoje. Přísnější karanténa se v ženské dvouhře dotkla 26 žen včetně 12 nasazených. Devět z takto postižených singlistek prohrálo úvodní kolo se soupeřkami, které přísnou karanténu neabsolvovaly. Mezi těmito poraženými byly i čtyři nasazené včetně bývalých šampionek Australian Open Angelique Kerberové a Viktorie Azarenkové. Další čtyři utkání svedly hráčky, jež obě postihla tvrdá karanténa. Celkem 13 členek této skupiny tak postoupilo do druhého kola a 8 z nich i do třetí fáze. Pouze Jennifer Bradyová z této skupiny pak prošla do čtvrtého kola a následně až do finále. V mužské dvouhře tvrdá karanténa se zákazem opuštění pokoje zahrnula 29 hráčů, s jediným nasazeným Francouzem Benoîtem Pairem. Šest utkání prvního kola se odehrálo vždy mezi dvěma členy této skupiny. Ze sedmnácti zbylých tenistů vyhrál úvodní duel pouze Pablo Cuevas. Všech sedm postoupivších do druhého kola, v rámci skupiny s přísnější karanténou, prohrálo své druhé zápasy. Tvrdou karanténu podstoupili také vítězové mixu Barbora Krejčíková s Rajeevem Ramem.
Poprvé v historii grandslamu se kvalifikace dvouher konaly mimo dějiště turnaje, když je v Melbourne Parku neumožnila restriktivní karanténní nařízení. Muži kvalifikační turnaj odehráli v dauháském Mezinárodním tenisovém komplexu chalífy a ženská soutěž proběhla v dubajském Aviation Club Tennis Centre mezi 10.–13. lednem 2021. Odložený začátek hlavního turnaje tak poskytl kvalifikantům možnost časově zvládnout čtrnáctidenní karanténu po příletu do Melbourne.
Kvůli pandemii byla zrušena tradiční Australian Open Series s přípravnými turnaji a namísto ní vytvořena melbournská letní série (Melbourne Summer Series), zahrnující dva ženské turnaje z kategorie WTA 500 a dvě mužské akce v kategorii ATP Tour 250.
Viktorijský ministr sportu Martin Pakula 30. ledna 2021 uvedl, že počet návštěvníků v úvodní části grandslamu dosáhne výše 30 tisíc osob na den, což odpovídalo zhruba polovičnímu počtu v předchozích ročnících. V závěrečných pěti hracích dnech, s menším počtem zápasů, pak byl limit snížen na 25 tisíc. Předpoklad celkové návštěvnosti činil až 390 tisíc diváků. V areálu Melbourne Parku došlo k vytvoření tří oddělených návštěvnických zón, v nichž se vždy jedna ze skupin diváků mohla pohybovat. V každé zóně se nacházela jedna ze tří hlavních arén.
Viktorijský premiér Daniel Andrews 12. února 2021 oznámil rozhodnutí vlády místního svazového státu o vyhlášení pětidenního lockdownu, se zákazem vycházení vyjma k tomu určených výjimek. Příčinou se stal záchyt 13 případů tzv. britské mutace viru SARS-CoV-2 s vysokou infektivitou v melbournském letištním hotelu Holiday Inn, určeném pro karanténu osob přiletajících do Austrálie. Opatření začalo platit o půlnoci 13. února místního času. Půl hodiny před půlnocí tak byla přerušena v té době probíhající pětisetová bitva třetího kola mezi Novakem Djokovićem a Taylorem Fritzem. Tenisté odešli do šaten, aby mohli diváci opustit hlediště. Během lockdownu turnaj probíhal bez diváků. Poté se mohli vrátit do ochozů arény Roda Lavera na semifinálové a finálové zápasy v maximálním počtu 7 477 osob na zápas. Během lockdownu byla rovněž zavedena povinnost nošení roušek, předtím omezená jen na uzavřené prostory včetně utkání pod zataženou střechou. Nejvyšší denní návštěvnost během grandslamu činila 21 010 osob.

## 109. ročník
Australian Open 2021 představoval 109. ročník tenisového grandslamu v Austrálii, jenž se v roce 1972 vrátil do Melbourne. V sezóně 1988 se pak přesunul z melbournského Kooyong Clubu do nově postaveného areálu ve Flinders Parku.

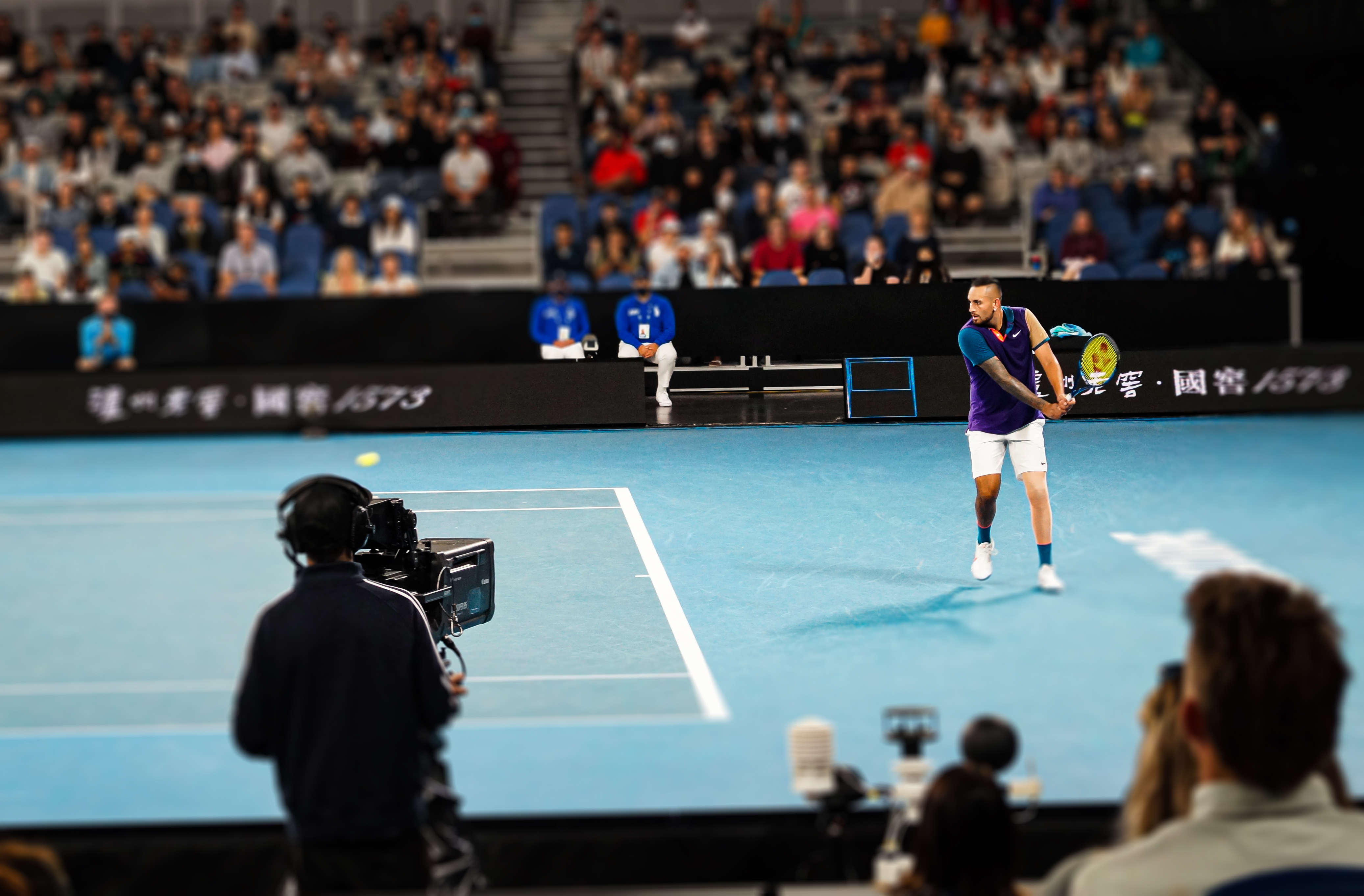
Australan Nick Kyrgios ve třetím kole proti Dominiku Thiemu v aréně Johna Caina, které znamenalo jeho vyřazení po ztrátě vedení 2–0 na sety

Grandslam zahrnoval soutěže mužské i ženské dvouhry, mužskou, ženskou a smíšenou čtyřhru. Soutěže juniorů do osmnácti let, patřící do nejvyšší kategorie Grade A, byly nejdříve odloženy na příznivější období. Návrat juniorského turnaje do Austrálie byl plánován na duben 2021, nakonec však zrušen. Na turnaji se také odehrávaly singlové a deblové soutěže vozíčkářů, včetně kvadruplegiků, hrané na vozíčkářské UNIQLO Tour, která byla součástí kategorie Grand Slamu. Soutěž legend byla pro koronavirovou pandemii zrušena.
Turnaj se konal na 16 soutěžních dvorcích s tvrdým povrchem GreenSet, se sytým tónováním pro dosažení vyššího kontrastu míčku vůči podkladu. Součástí areálu byly tři hlavní zastřešené kurty – Rod Laver Arena s kapacitou 15 000 diváků, John Cain Arena (dříve Melbourne Arena) s 9 646 místy a Margaret Court Arena, která pojmula 7 500 návštěvníků. Čtvrtým největším stadionem se stal 1573 Arena (dříve Show Court 2) pro 3 000 diváků. Shodnou kapacitu měl i pátý dvorec Show Court 3.
Pokud závěrečná sada dospěla do stavu gemů 6–6, o vítězi zápasu všech soutěží rozhodoval 10bodový supertiebreak. Potřetí se hrálo s míči Dunlop. Struny grandslamu zajišťovala firma Yonex. Generálním partnerem byla automobilka Kia. Hlavními partnery pak firmy ANZ, Luzhou Laojiao a Rolex.
V účinnosti bylo pětistupňové pravidlo teplotního indexu, které vyjma teploty vzduchu zohledňovalo také vlhkost, rychlost větru a další parametry. Při výsledné hodnotě indexu nad 4,0 mohli tenisté požádat o desetiminutovou přestávku, ženy po druhém a muži po třetím setu. Ve třech největších arénách se po zatažení střechy přestávka nekonala. Při indexu 5,0 byla hra přerušena.

### Technologie elektronického čárového rozhodčího
Technologii pro monitorování dopadu míčů, tzv. jestřábí oko, spravovala společnost Rolex. Nainstalovaná byla na všechny soutěžní dvorce, každý z nich byl opatřen 12 kamerami. Poprvé v historii grandslamu byl využit systém elektronického čárového rozhodčího s nahranými hlasovými projevy „out“ (aut), „foot fault“ (chyba nohou) a „fault“ (chyba, při servisu), jež byly na dvorci hlášeny v reálném čase. Při dopadu míče v těsně blízkosti čar (close call) „jestřábí oko“ zobrazilo stopu úderu na velkoplošné obrazovce. Vizualizace se aktivovala po konci výměny při dopadu míče méně než 150 mm od čáry, respektive u podání při dopadu do vzdálenosti 50 mm od čáry. Tenista měl možnost požádat o přezkum rozhodnutí. Výroky namluvilo osm členů viktorijského záchranného systému – včetně dobrovolníka State Emergency Service, policisty, zdravotníka či záchranáře pobřežní hlídky. Systém umožnil během zápasu měnit přízvuk výroků a mužský za ženský hlas. Grandslamu se účastnilo přibližně 250 hlavních rozhodčích.

## Vítězové
V mužské dvouhře potřetí v řadě zvítězil 33letý Srb a světová jednička Novak Djoković, který devátým triumfem na Australian Open navýšil vlastní historický rekord v počtu titulů a udržel také semifinálovou i finálovou neporazitelnost s bilancí 18–0. Po Rafaelu Nadalovi na French Open se stal druhým mužem v historii s alespoň devíti trofejemi z jednoho majoru. Rovněž vyrovnal Nadalův rekord šesti vyhraných grandslamů po 30. roce života. Celkově vybojoval osmnáctou grandslamovou trofej z dvacátého osmého finále, čímž na třetím místě historických statistik ztrácel dva tituly na vedoucí dvojici Federer a Nadal.
Ženskou dvouhru vyhrála japonská světová trojka Naomi Ósakaová, která tak zopakovala výkon ze sezón 2018 a 2019, kdy trofejí na US Open v dalším kalendářním roce navázala triumfem z Australian Open. Ziskem čtvrtého grandslamu udržela finálovou neporazitelnost. Naposledy před ní první čtyři grandslamová finále získala ve svůj prospěch Jugoslávka Monika Selešová v letech 1990 a 1991.
Mužskou čtyřhru ovládl chorvatsko-slovenský pár Ivan Dodig a Filip Polášek, který ve finále porazil obhájce trofeje. Oba šampioni získali třetí společnou trofej. Dodig vybojoval šestnáctý deblový titul na okruhu ATP Tour, a po výhře na French Open 2015 s Melem, druhý grandslamový z mužské čtyřhry. Polášek se stal prvním slovenským mužem, který postoupil do finále grandslamové čtyřhry. Na túře ATP si připsal patnáctý deblový triumf a první z turnajů velké čtyřky.
Šampionkami v ženské čtyřhře se staly Belgičanka Elise Mertensová s Běloruskou Arynou Sabalenkovou. Obě získaly pátou společnou trofej a po US Open 2019 druhou z grandslamu. Titul oběma zajistil premiérový posun na první dvě příčky deblového žebříčku WTA. Sabalenková se stala novou světovou jedničkou.
Trofej ve smíšené čtyřhře získala vyhrála česko-americká dvojice Barbora Krejčíková a Rajeev Ram, která zopakovala triumf z roku 2019. Krejčíková navíc ovládla i ročník 2020 a stala se první ženou od Margaret Courtové z roku 1965, která triumfovala třikrát za sebou. Na Australian Open vyrovnala třemi smíšenými trofejemi rekord open éry.

### Galerie vítězů

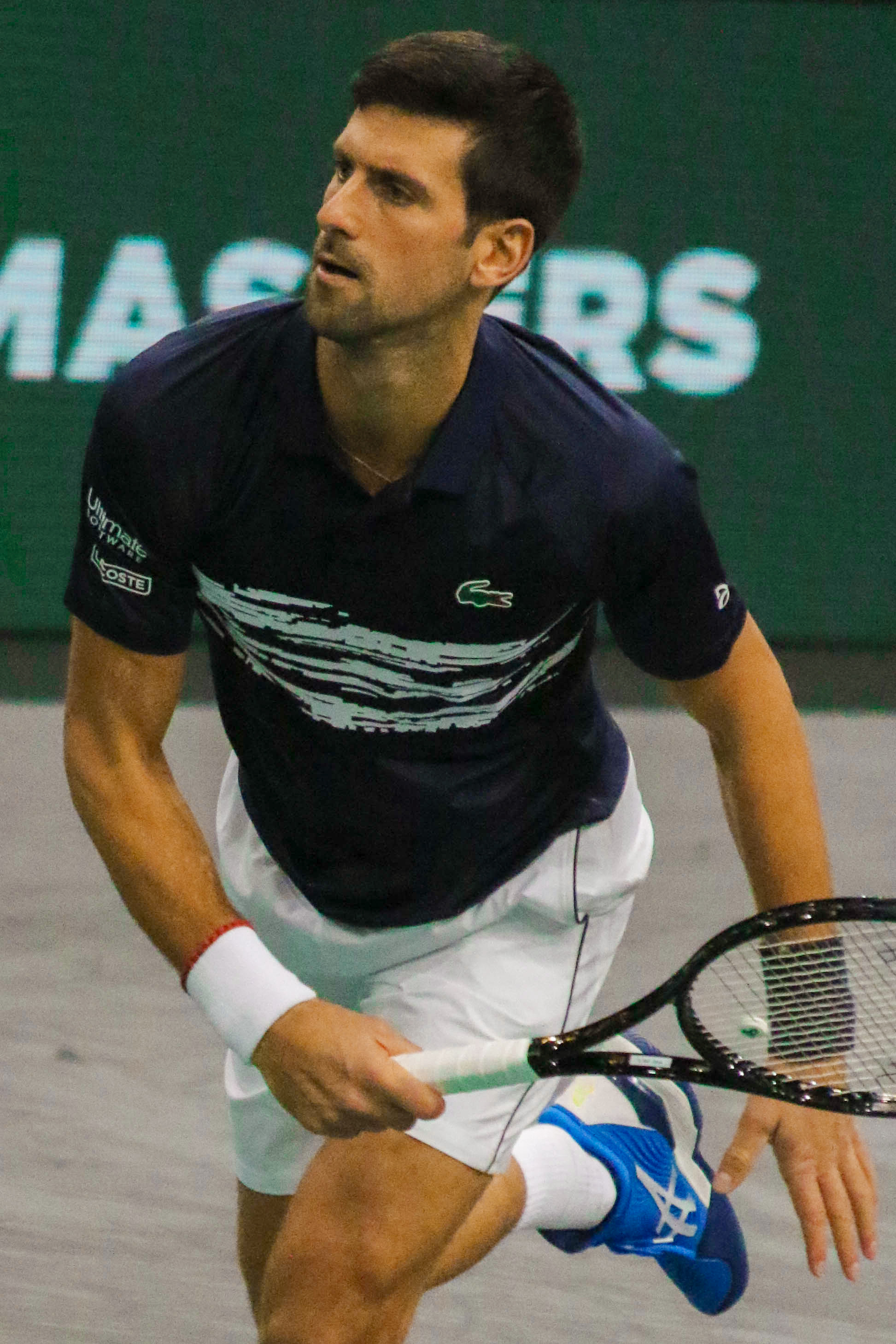
Novak Djoković mužská dvouhra
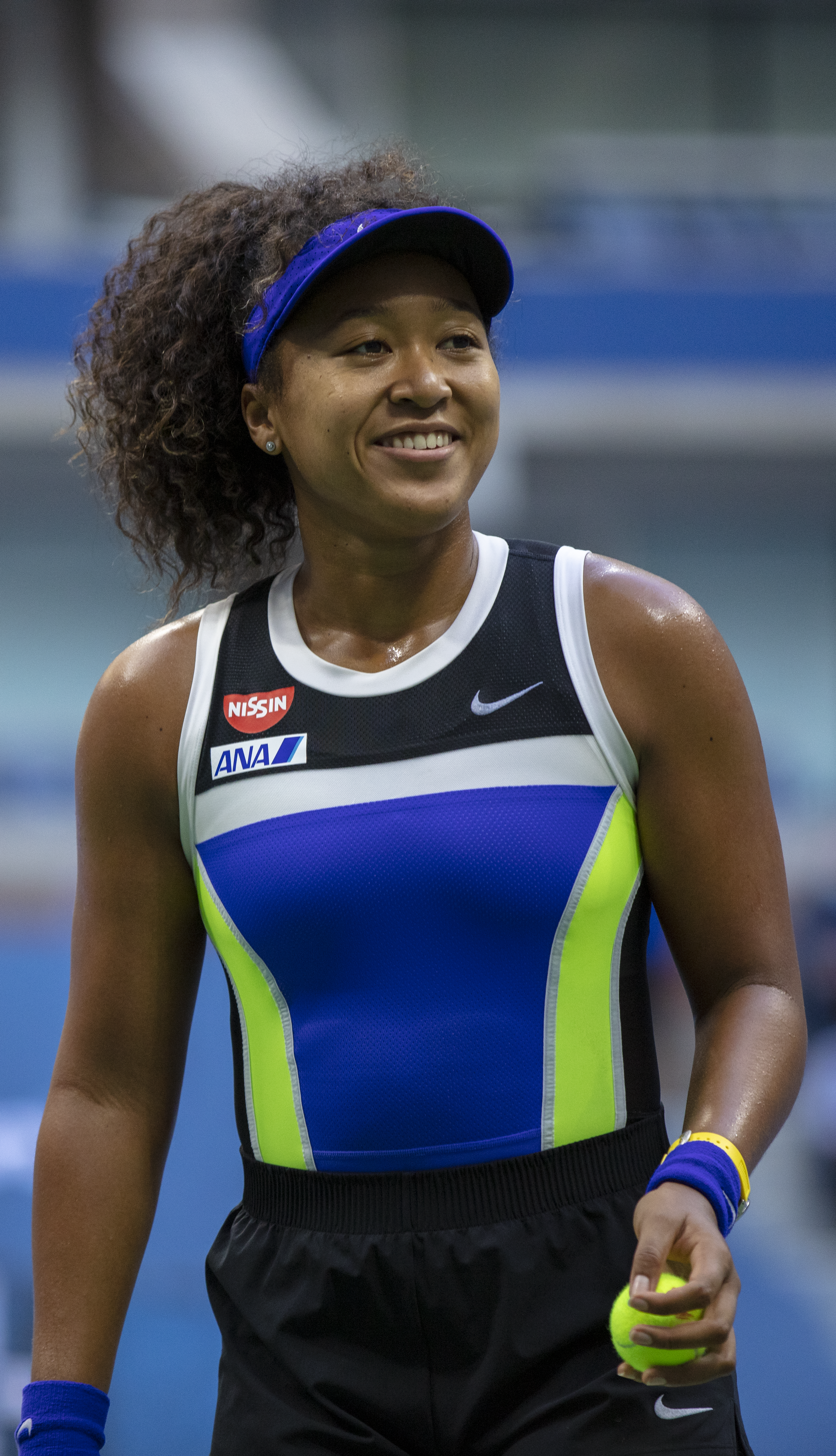
Naomi Ósakaová ženská dvouhra
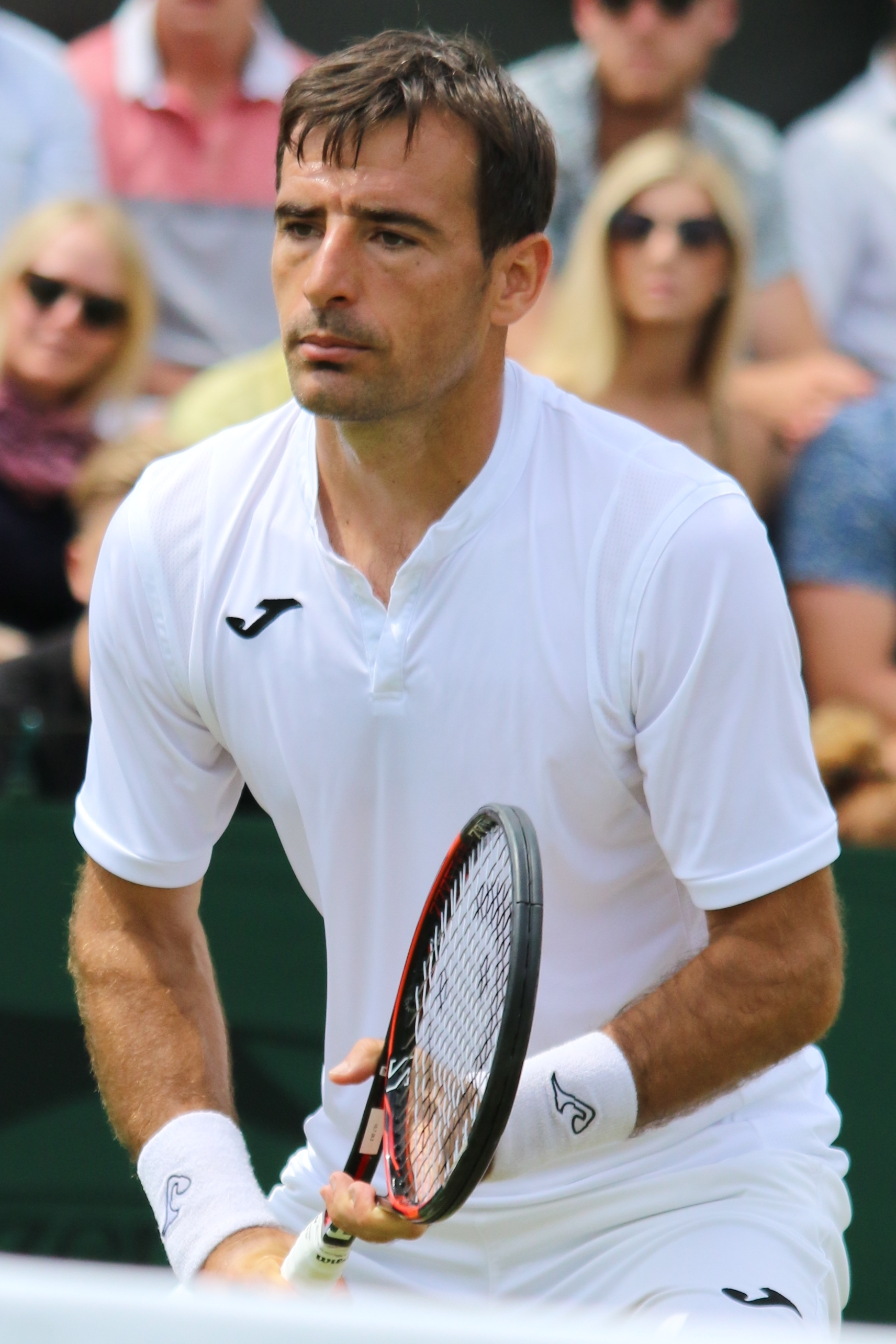
Ivan Dodig mužská čtyřhra
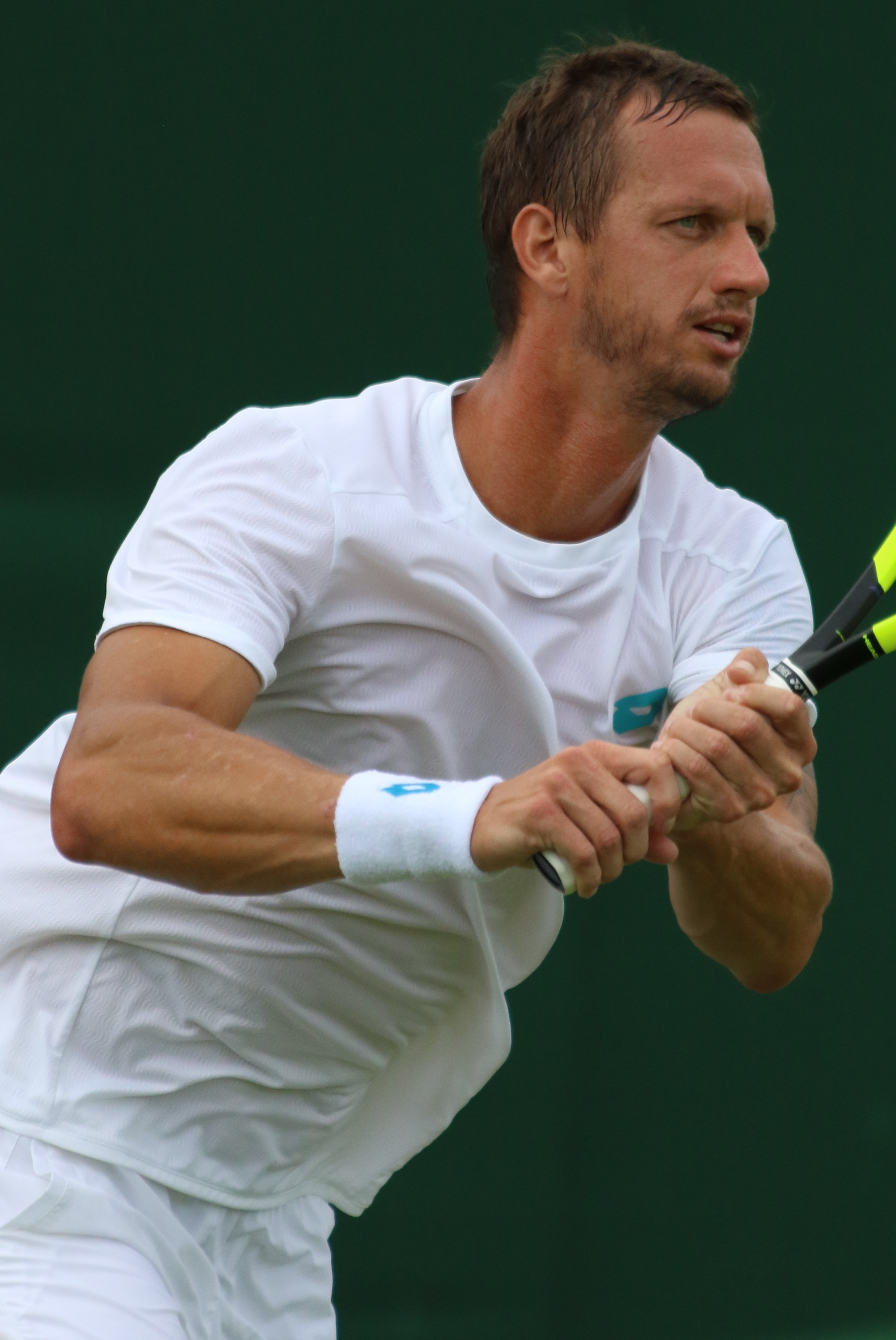
Filip Polášek mužská čtyřhra
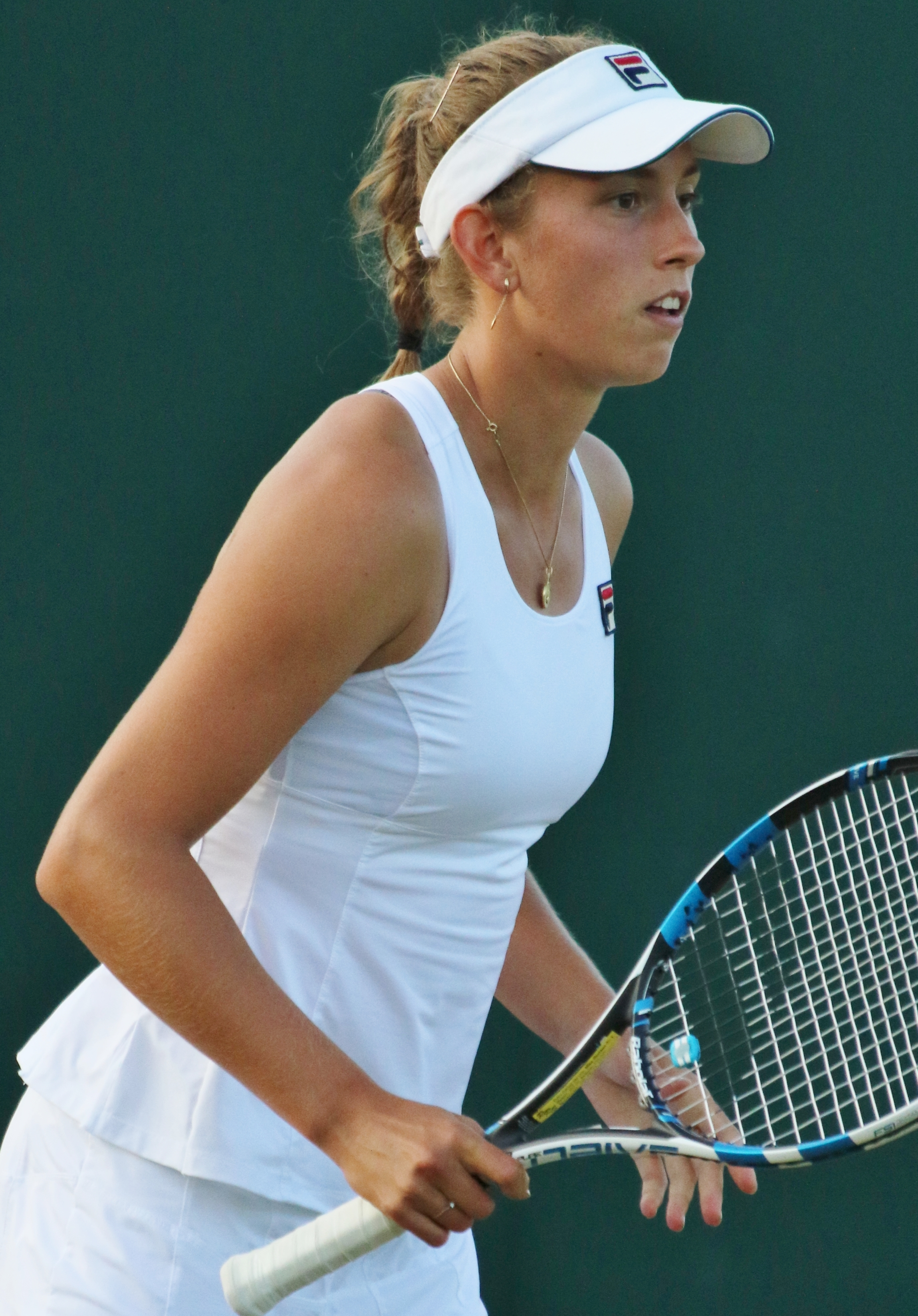
Elise Mertensová ženská čtyřhra
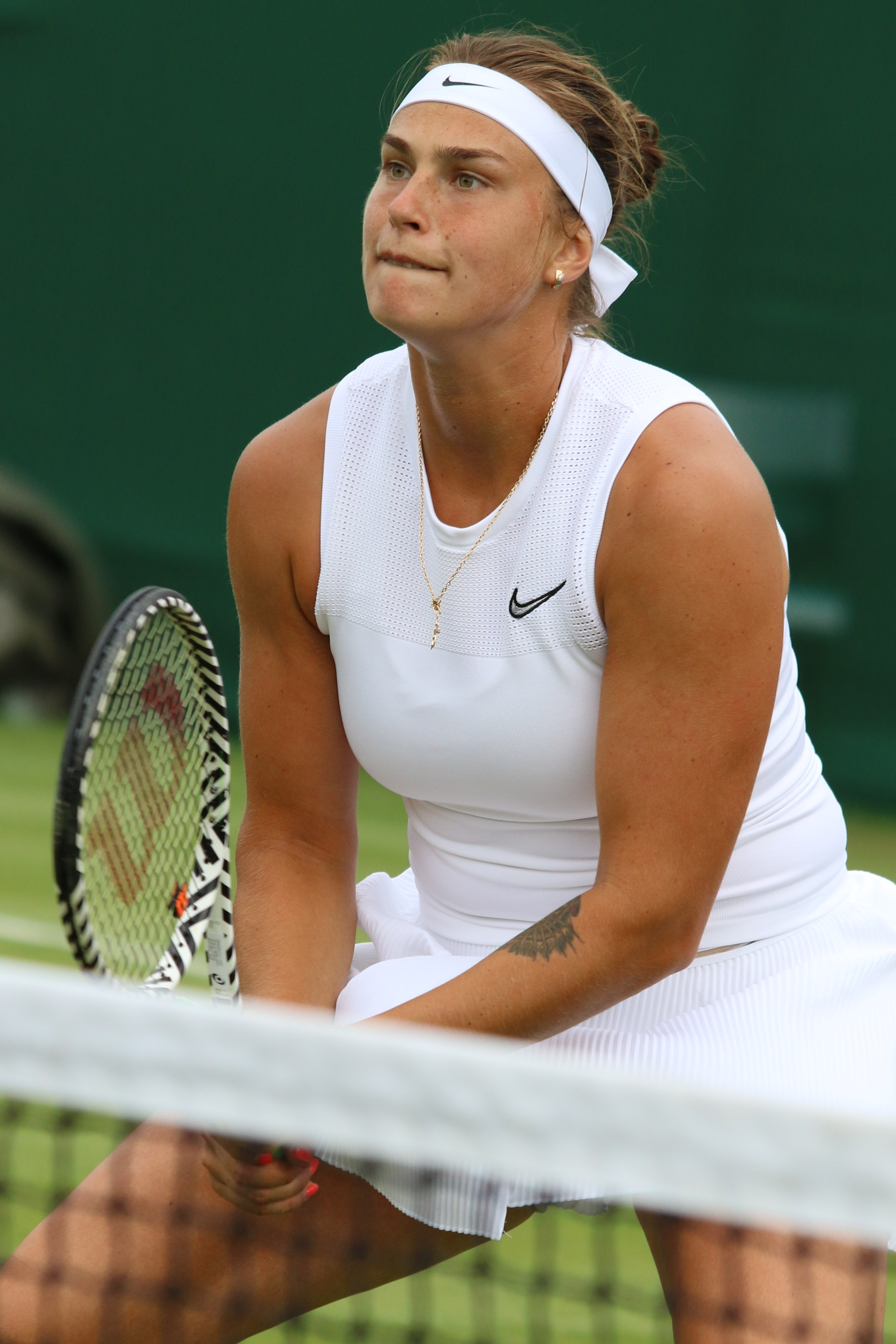
Aryna Sabalenková ženská čtyřhra
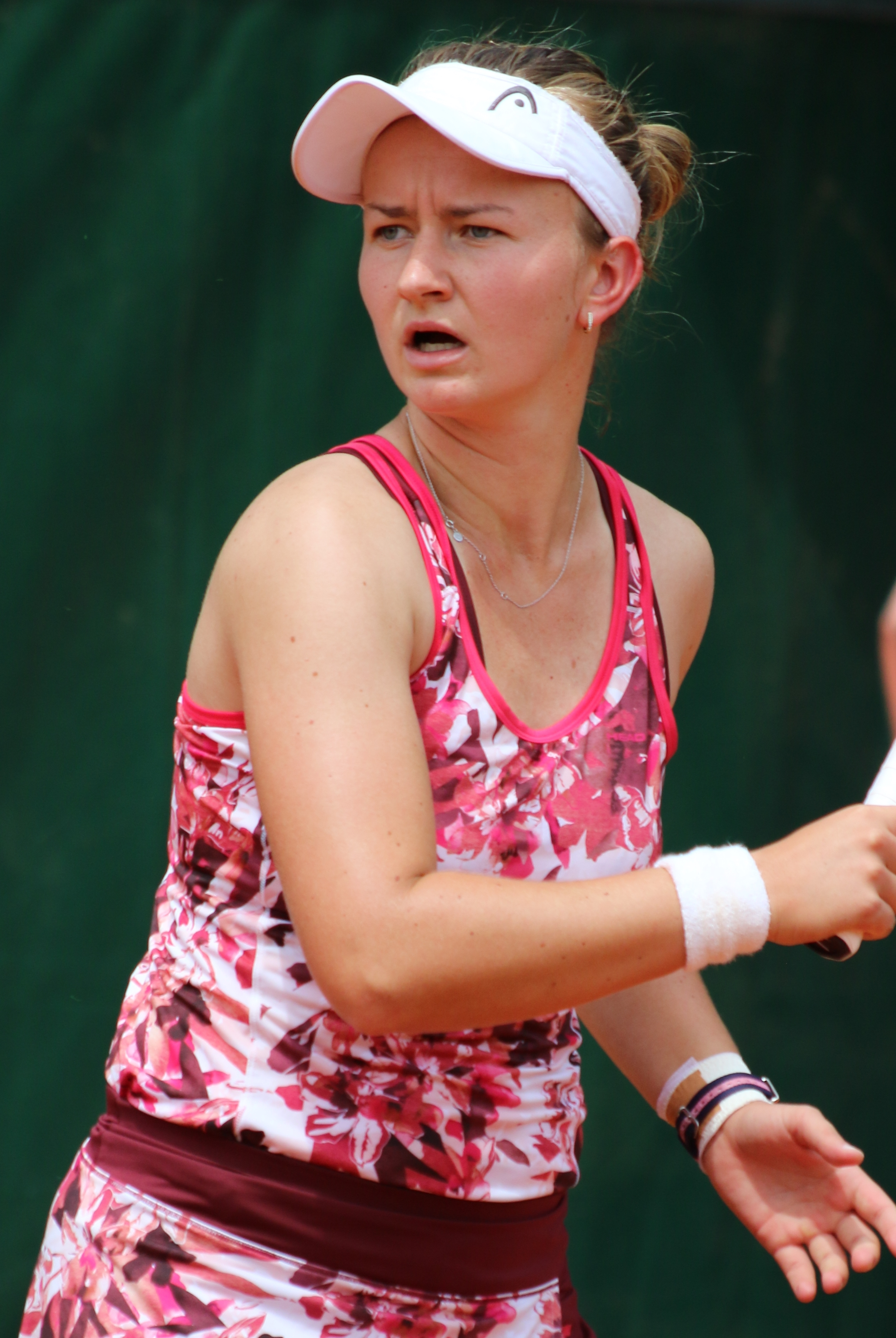
Barbora Krejčíková smíšená čtyřhra
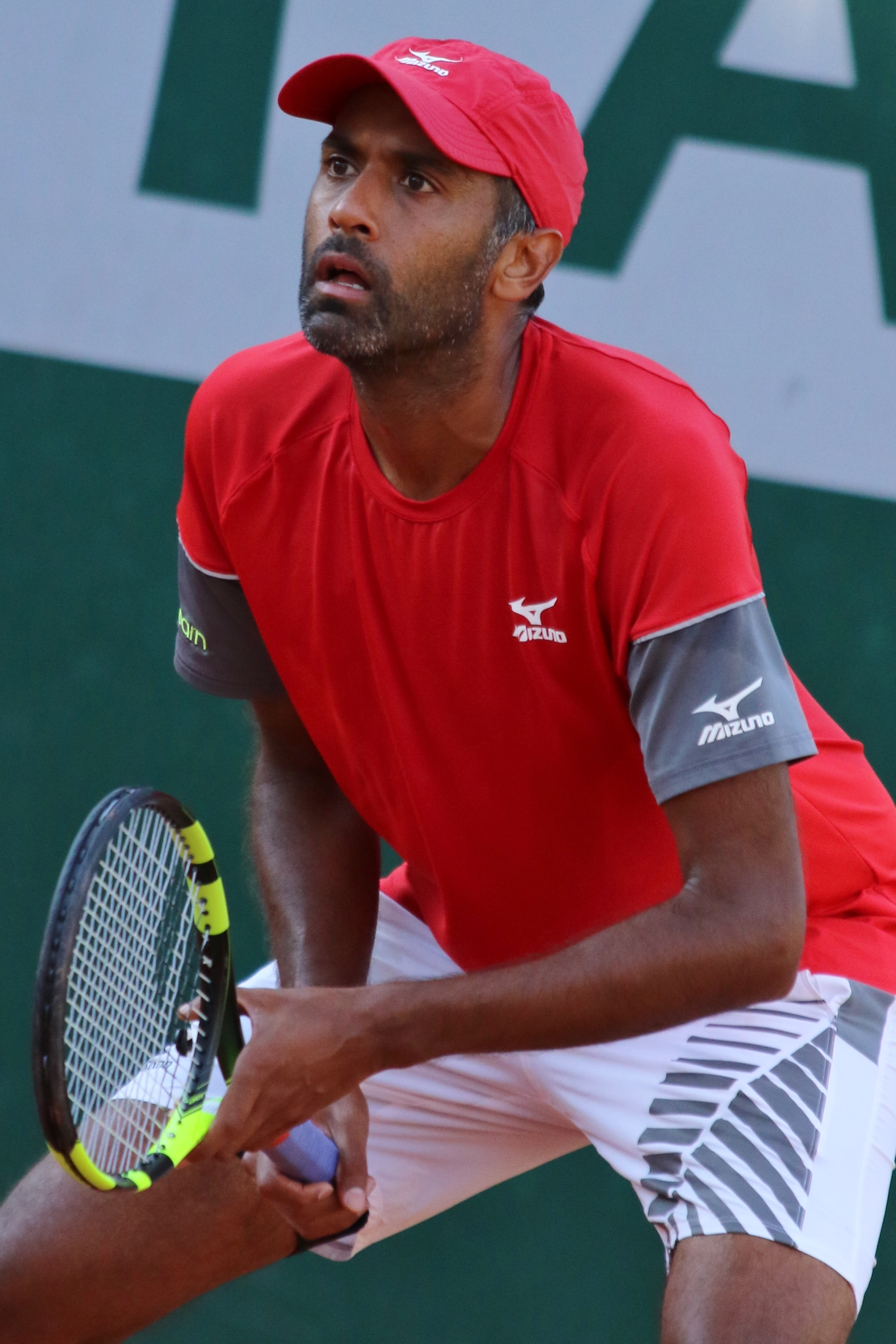
Rajeev Ram smíšená čtyřhra

## Dotace turnaje
Celkový rozpočet Australian Open 2021 dosáhl výše 71,5 miliónů australských dolarů, což znamenalo meziroční nárůst o půl milionu dolarů (0,7 %). Vyřazení v úvodním kole dvouhry obdrželi 100 tisíc australských dolarů, odpovídající 15% zvýšení proti roku 2020. Vítězové turnaje si připsali odměnu 2 750 000 australských dolarů, která představovala meziroční snížení o 33,25 %.
| Soutěž                                | vítězové     | finalisté    | semifinalisté | čtvrtfinalisté | 16 v kole  | 32 v kole  | 64 v kole  | 128 v kole | Q3        | Q2        | Q1        |
| ------------------------------------- | ------------ | ------------ | ------------- | -------------- | ---------- | ---------- | ---------- | ---------- | --------- | --------- | --------- |
| dvouhry                               | 2 750 000 A$ | 1 500 000 A$ | 850 000 A$    | 525 000 A$     | 320 000 A$ | 215 000 A$ | 150 000 A$ | 100 000 A$ | 52 500 A$ | 35 000 A$ | 25 000 A$ |
| čtyřhry                               | 600 000 A$   | 340 000 A$   | 200 000 A$    | 110 000 A$     | 65 000 A$  | 45 000 A$  | 30 000 A$  | —          | —         | —         | —         |
| mix                                   | 150 000 A$   | 85 000 A$    | 45 000 A$     | 24 000 A$      | 12 000 A$  | 6 250 A$   | —          | —          | —         | —         | —         |
| částky ve čtyřhře jsou uvedeny na pár |              |              |               |                |            |            |            |            |           |           |           |

## Body do žebříčků ATP a WTA
V důsledku pandemie covidu-19 byly v sezóně 2020 zavedeny revidované žebříčky ATP a WTA. Mužům se po skončení Australian Open, ve vydání z 22. února 2021, započetlo lepší bodového hodnocení z ročníku 2020 či 2021.
Tabulka uvádí zisk bodů do žebříčku ATP a WTA v závislosti na kole turnaje, ve kterém tenista vypadl.
| Dospělí               | Dospělí  | Dospělí   | Dospělí       | Dospělí        | Dospělí   | Dospělí   | Dospělí   | Dospělí    | Dospělí | Dospělí | Dospělí | Dospělí |
| Soutěž                | vítězové | finalisté | semifinalisté | čtvrtfinalisté | 16 v kole | 32 v kole | 64 v kole | 128 v kole | Q       | Q3      | Q2      | Q1      |
| --------------------- | -------- | --------- | ------------- | -------------- | --------- | --------- | --------- | ---------- | ------- | ------- | ------- | ------- |
| dvouhra mužů          | 2000     | 1200      | 720           | 360            | 180       | 90        | 45        | 10         | 25      | 16      | 8       | 0       |
| čtyřhra mužů          | 2000     | 1200      | 720           | 360            | 180       | 90        | 0         | N/A        | N/A     | N/A     | N/A     | N/A     |
| dvouhra žen           | 2000     | 1300      | 780           | 430            | 240       | 130       | 70        | 10         | 40      | 30      | 20      | 2       |
| čtyřhra žen           | 2000     | 1300      | 780           | 430            | 240       | 130       | 10        | N/A        | N/A     | N/A     | N/A     | N/A     |
| Junioři               |          |           |               |                |           |           |           |            |         |         |         |         |
|                       | vítězové | finalisté | semifinalisté | čtvrtfinalisté | 16 v kole | 32 v kole | Q         | Q3         | N/A     | N/A     | N/A     | N/A     |
| dvouhra juniorů       | 375      | 270       | 180           | 120            | 75        | 30        | 25        | 20         | N/A     | N/A     | N/A     | N/A     |
| dvouhra juniorek      | 375      | 270       | 180           | 120            | 75        | 30        | 25        | 20         | N/A     | N/A     | N/A     | N/A     |
| čtyřhra juniorů       | 270      | 180       | 120           | 75             | 45        | N/A       | N/A       | N/A        | N/A     | N/A     | N/A     | N/A     |
| čtyřhra juniorek      | 270      | 180       | 120           | 75             | 45        | N/A       | N/A       | N/A        | N/A     | N/A     | N/A     | N/A     |
| Vozíčkáři             |          |           |               |                |           |           |           |            |         |         |         |         |
|                       | vítězové | finalisté | semifinalisté | čtvrtfinalisté | N/A       | N/A       | N/A       | N/A        | N/A     | N/A     | N/A     | N/A     |
| dvouhra               | 800      | 500       | 375           | 100            | N/A       | N/A       | N/A       | N/A        | N/A     | N/A     | N/A     | N/A     |
| čtyřhra               | 800      | 500       | 100           | —              | N/A       | N/A       | N/A       | N/A        | N/A     | N/A     | N/A     | N/A     |
| dvouhra kvadroplegiků | 800      | 500       | 100           | —              | N/A       | N/A       | N/A       | N/A        | N/A     | N/A     | N/A     | N/A     |
| čtyřhra kvadroplegiků | 800      | 100       | —             | —              | N/A       | N/A       | N/A       | N/A        | N/A     | N/A     | N/A     | N/A     |

## Odhlášení tenisté

### Mužská dvouhra
| Nasazení tenisté              | Nasazení tenisté | Nasazení tenisté | Nasazení tenisté | Nasazení tenisté | Nasazení tenisté | Nasazení tenisté | Nasazení tenisté |
| Žebříček                      | hráč             | bodový stav      | bodový stav      | bodový stav      | důvod odstoupení |                  |                  |
| Žebříček                      | hráč             | před turnajem    | obhajuje         | po turnaji       | důvod odstoupení |                  |                  |
| ----------------------------- | ---------------- | ---------------- | ---------------- | ---------------- | ---------------- | ---------------- | ---------------- |
| 5.                            | Roger Federer    | 6 630            | 720              | 6 630            | osobní důvody    |                  |                  |
| 22.                           | Cristian Garín   | 2 180            | 45               | 2 180            | poranění zápěstí |                  |                  |
| 24.                           | John Isner       | 1 850            | 45               | 1 850            | osobní důvody    |                  |                  |
| žebříček ATP k 18. lednu 2021 |                  |                  |                  |                  |                  |                  |                  |

#### Úplný seznam
Úplné složení odstoupivších a hráčů, kteří je nahradili v mužské dvouhře.
- Alejandro Davidovich Fokina → nahradil jej  Damir Džumhur
- Federico Delbonis → nahradil jej  Alexandre Müller
- Kyle Edmund → nahradil jej  Ilja Ivaška
- Roger Federer[40] → nahradil jej  Pedro Sousa
- Cristian Garín → nahradil jej  Taró Daniel
- Richard Gasquet → nahradil jej  Robin Haase
- John Isner[39] → nahradil jej  Hugo Dellien
- Steve Johnson → nahradil jej  Mikael Torpegaard
- Philipp Kohlschreiber → nahradil jej  Jasutaka Učijama
- Lucas Pouille → nahradil jej  Kamil Majchrzak
- João Sousa → nahradil jej  Cedrik-Marcel Stebe
- Jo-Wilfried Tsonga → nahradil jej  Andreas Seppi
- Fernando Verdasco → nahradil jej  James Duckworth

### Ženská dvouhra
| Nasazené tenistky             | Nasazené tenistky  | Nasazené tenistky | Nasazené tenistky | Nasazené tenistky | Nasazené tenistky             | Nasazené tenistky | Nasazené tenistky |
| Žebříček                      | hráčka             | bodový stav       | bodový stav       | bodový stav       | důvod odstoupení              |                   |                   |
| Žebříček                      | hráčka             | před turnajem     | obhajuje          | po turnaji        | důvod odstoupení              |                   |                   |
| ----------------------------- | ------------------ | ----------------- | ----------------- | ----------------- | ----------------------------- | ----------------- | ----------------- |
| 10.                           | Kiki Bertensová    | 4 505             | 240               | 4 505             | poranění Achillovy šlachy     |                   |                   |
| 16.                           | Madison Keysová    | 2 962             | 130               | 2 962             | pozitivní test na koronavirus |                   |                   |
| 29.                           | Dajana Jastremská  | 1 925             | 70                | 1 925             | suspenzace ITF                |                   |                   |
| 31.                           | Amanda Anisimovová | 1 905             | 10                | 1 905             | pozitivní test na koronavirus |                   |                   |
| žebříček WTA k 18. lednu 2021 |                    |                   |                   |                   |                               |                   |                   |

#### Úplný seznam
Úplné složení odstoupivších a hráček, které je nahradily v ženské dvouhře.
- Amanda Anisimovová → nahradila ji  Ysaline Bonaventureová
- Kiki Bertensová → nahradila ji  Aliona Bolsovová
- Dajana Jastremská (zákaz startu od ITF)[43][45] → nahradila ji  Mihaela Buzărnescuová
- Madison Keysová → nahradila ji  Anna Karolína Schmiedlová
- Magda Linetteová → nahradila ji  Margarita Gasparjanová
- Carla Suárezová Navarrová → nahradila ji  Mona Barthelová
- Taylor Townsendová → nahradila ji  Andrea Petkovicová

### Mužská čtyřhra
- Rohan Bopanna /  João Sousa
- Salvatore Caruso /  Alejandro Davidovich Fokina
- Steve Johnson /  Sam Querrey
- Raven Klaasen /  Ben McLachlan
- Kevin Krawietz /  Andreas Mies

### Ženská čtyřhra
- Amanda Anisimovová /  Markéta Vondroušová
- Tímea Babosová /  Kristina Mladenovicová
- Mona Barthelová /  Anna-Lena Friedsamová
- Alizé Cornetová /  Heather Watsonová
- Chan Sin-jün /  Ču Lin
- Věra Lapková /  Dajana Jastremská
- Magda Linetteová /  Bernarda Peraová
- Květa Peschkeová /  Rosalie van der Hoeková

## Dospělí

### Dvouhra mužů
|  | Čtvrtfinále | Čtvrtfinále      | Čtvrtfinále        | Čtvrtfinále     | Čtvrtfinále | Čtvrtfinále | Čtvrtfinále        |                 |                | Semifinále | Semifinále | Semifinále | Semifinále | Semifinále | Semifinále | Semifinále |  |  | Finále | Finále         | Finále | Finále | Finále | Finále | Finále |
|  |             |                  |                    |                 |             |             |                    |                 |                |            |            |            |            |            |            |            |  |  |        |                |        |        |        |        |        |
|  | 1           | Novak Djoković   | 6                  | 6               | 6           | 78          |                    |                 |                |            |            |            |            |            |            |            |  |  |        |                |        |        |        |        |        |
|  | 6           | Alexander Zverev | 78                 | 2               | 4           | 6           |                    |                 |                |            |            |            |            |            |            |            |  |  |        |                |        |        |        |        |        |
|  | 6           | Alexander Zverev | 78                 | 2               | 4           | 6           |                    | 1               | Novak Djoković | 6          | 6          | 6          |            |            |            |            |  |  |        |                |        |        |        |        |        |
|  |             |                  |                    |                 |             |             |                    | 1               | Novak Djoković | 6          | 6          | 6          |            |            |            |            |  |  |        |                |        |        |        |        |        |
|  |             | Q                | Aslan Karacev      | 3               | 4           | 2           |                    |                 |                |            |            |            |            |            |            |            |  |  |        |                |        |        |        |        |        |
|  | 18          | Q                | Aslan Karacev      | 3               | 4           | 2           | Grigor Dimitrov    | 6               | 4              | 1          | 2          |            |            |            |            |            |  |  |        |                |        |        |        |        |        |
|  | 18          |                  |                    |                 |             |             | Grigor Dimitrov    | 6               | 4              | 1          | 2          |            |            |            |            |            |  |  |        |                |        |        |        |        |        |
|  | Q           | Aslan Karacev    | 2                  | 6               | 6           | 6           |                    |                 |                |            |            |            |            |            |            |            |  |  |        |                |        |        |        |        |        |
|  |             |                  |                    |                 |             |             |                    |                 |                |            |            |            |            |            |            |            |  |  | 1      | Novak Djoković | 7      | 6      | 6      |        |        |
|  |             |                  | 4                  | Daniil Medveděv | 5           | 2           | 2                  |                 |                |            |            |            |            |            |            |            |  |  |        |                |        |        |        |        |        |
|  | 7           | Andrej Rubljov   | 5                  | 3               | 2           |             |                    |                 |                |            |            |            |            |            |            |            |  |  |        |                |        |        |        |        |        |
|  | 4           | Daniil Medveděv  | 7                  | 6               | 6           |             |                    |                 |                |            |            |            |            |            |            |            |  |  |        |                |        |        |        |        |        |
|  | 4           | Daniil Medveděv  | 7                  | 6               | 6           |             | 4                  | Daniil Medveděv | 6              | 6          | 7          |            |            |            |            |            |  |  |        |                |        |        |        |        |        |
|  |             |                  |                    |                 |             |             |                    | Daniil Medveděv | 6              | 6          | 7          |            |            |            |            |            |  |  |        |                |        |        |        |        |        |
|  |             | 5                | Stefanos Tsitsipas | 4               | 2           | 5           |                    |                 |                |            |            |            |            |            |            |            |  |  |        |                |        |        |        |        |        |
|  | 5           | 5                | Stefanos Tsitsipas | 4               | 2           | 5           | Stefanos Tsitsipas | 3               | 2              | 7          | 6          | 7          |            |            |            |            |  |  |        |                |        |        |        |        |        |
|  | 5           |                  |                    |                 |             |             | Stefanos Tsitsipas | 3               | 2              | 7          | 6          | 7          |            |            |            |            |  |  |        |                |        |        |        |        |        |
|  | 2           | Rafael Nadal     | 6                  | 6               | 64          | 4           | 5                  |                 |                |            |            |            |            |            |            |            |  |  |        |                |        |        |        |        |        |

### Dvouhra žen
|  | Čtvrtfinále | Čtvrtfinále       | Čtvrtfinále        | Čtvrtfinále | Čtvrtfinále |                    |                   | Semifinále       | Semifinále        | Semifinále | Semifinále | Semifinále |  |  | Finále | Finále | Finále | Finále | Finále |
|  |             |                   |                    |             |             |                    |                   |                  |                   |            |            |            |  |  |        |        |        |        |        |
|  | 1           | Ashleigh Bartyová | 6                  | 3           | 2           |                    |                   |                  |                   |            |            |            |  |  |        |        |        |        |        |
|  | 25          | Karolína Muchová  | 1                  | 6           | 6           |                    |                   |                  |                   |            |            |            |  |  |        |        |        |        |        |
|  | 25          | Karolína Muchová  | 1                  | 6           | 6           |                    | 25                | Karolína Muchová | 4                 | 6          | 4          |            |  |  |        |        |        |        |        |
|  |             |                   |                    |             |             |                    | 25                | Karolína Muchová | 4                 | 6          | 4          |            |  |  |        |        |        |        |        |
|  |             | 22                | Jennifer Bradyová  | 6           | 3           | 6                  |                   |                  |                   |            |            |            |  |  |        |        |        |        |        |
|  | 22          | 22                | Jennifer Bradyová  | 6           | 3           | 6                  | Jennifer Bradyová | 4                | 6                 | 6          |            |            |  |  |        |        |        |        |        |
|  | 22          |                   |                    |             |             |                    | Jennifer Bradyová | 4                | 6                 | 6          |            |            |  |  |        |        |        |        |        |
|  |             | Jessica Pegulaová | 6                  | 2           | 1           |                    |                   |                  |                   |            |            |            |  |  |        |        |        |        |        |
|  |             |                   |                    |             |             |                    |                   | 22               | Jennifer Bradyová | 3          | 4          |            |  |  |        |        |        |        |        |
|  |             |                   |                    |             |             |                    |                   |                  |                   |            |            |            |  |  |        |        |        |        |        |
|  |             | 3                 | Naomi Ósakaová     | 6           | 6           |                    |                   |                  |                   |            |            |            |  |  |        |        |        |        |        |
|  |             | 3                 | Naomi Ósakaová     | 6           | 6           | Sie Šu-wej         | 2                 | 2                |                   |            |            |            |  |  |        |        |        |        |        |
|  |             |                   |                    |             |             | Sie Šu-wej         | 2                 | 2                |                   |            |            |            |  |  |        |        |        |        |        |
|  | 3           | Naomi Ósakaová    | 6                  | 6           |             |                    |                   |                  |                   |            |            |            |  |  |        |        |        |        |        |
|  | 3           | Naomi Ósakaová    | 6                  | 6           |             | 3                  | Naomi Ósakaová    | 6                | 6                 |            |            |            |  |  |        |        |        |        |        |
|  |             |                   |                    |             |             |                    | Naomi Ósakaová    | 6                | 6                 |            |            |            |  |  |        |        |        |        |        |
|  |             | 10                | Serena Williamsová | 3           | 4           |                    |                   |                  |                   |            |            |            |  |  |        |        |        |        |        |
|  | 10          | 10                | Serena Williamsová | 3           | 4           | Serena Williamsová | 6                 | 6                |                   |            |            |            |  |  |        |        |        |        |        |
|  | 10          |                   |                    |             |             | Serena Williamsová | 6                 | 6                |                   |            |            |            |  |  |        |        |        |        |        |
|  | 2           | Simona Halepová   | 3                  | 3p;         |             |                    |                   |                  |                   |            |            |            |  |  |        |        |        |        |        |

### Čtyřhra mužů
|  | Čtvrtfinále | Čtvrtfinále                      | Čtvrtfinále              | Čtvrtfinále | Čtvrtfinále |                               |                                     | Semifinále               | Semifinále | Semifinále | Semifinále | Semifinále |                          |   | Finále | Finále | Finále | Finále | Finále |
|  |             |                                  |                          |             |             |                               |                                     |                          |            |            |            |            |                          |   |        |        |        |        |        |
|  |             | Marcelo Arévalo Matwé Middelkoop | 3                        | 4           |             |                               |                                     |                          |            |            |            |            |                          |   |        |        |        |        |        |
|  | 6           | Jamie Murray Bruno Soares        | 6                        | 6           |             |                               |                                     |                          |            |            |            |            |                          |   |        |        |        |        |        |
|  | 6           | Jamie Murray Bruno Soares        | 6                        | 6           |             | 6                             | Jamie Murray Bruno Soares           | 4                        | 62         |            |            |            |                          |   |        |        |        |        |        |
|  |             |                                  |                          |             |             |                               | Jamie Murray Bruno Soares           | 4                        | 62         |            |            |            |                          |   |        |        |        |        |        |
|  |             | 5                                | Rajeev Ram Joe Salisbury | 6           | 72=         |                               |                                     |                          |            |            |            |            |                          |   |        |        |        |        |        |
|  |             | 5                                | Rajeev Ram Joe Salisbury | 6           | 72=         | Marcus Daniell Philipp Oswald | 6                                   | 2                        |            |            |            |            |                          |   |        |        |        |        |        |
|  |             |                                  |                          |             |             | Marcus Daniell Philipp Oswald | 6                                   | 2                        |            |            |            |            |                          |   |        |        |        |        |        |
|  | 5           | Rajeev Ram Joe Salisbury         | 78                       | 6           |             |                               |                                     |                          |            |            |            |            |                          |   |        |        |        |        |        |
|  | 5           | Rajeev Ram Joe Salisbury         | 78                       | 6           |             |                               |                                     |                          |            |            |            | 5          | Rajeev Ram Joe Salisbury | 3 | 4      |        |        |        |        |
|  |             |                                  |                          |             |             |                               |                                     |                          |            |            |            |            |                          | 3 | 4      |        |        |        |        |
|  |             |                                  | Ivan Dodig Filip Polášek | 6           | 6           |                               |                                     |                          |            |            |            |            |                          |   |        |        |        |        |        |
|  | 9           | Ivan Dodig Filip Polášek         | Ivan Dodig Filip Polášek | 6           | 6           | 6                             | 2                                   | 6                        |            |            |            |            |                          |   |        |        |        |        |        |
|  | 9           | Ivan Dodig Filip Polášek         |                          |             |             | 6                             | 2                                   | 6                        |            |            |            |            |                          |   |        |        |        |        |        |
|  | WC          | Matthew Ebden John-Patrick Smith | 4                        | 6           | 4           |                               |                                     |                          |            |            |            |            |                          |   |        |        |        |        |        |
|  | WC          | Matthew Ebden John-Patrick Smith | 4                        | 6           | 4           |                               | 9                                   | Ivan Dodig Filip Polášek | 4          | 6          | 6          |            |                          |   |        |        |        |        |        |
|  |             |                                  |                          |             |             |                               | 9                                   | Ivan Dodig Filip Polášek | 4          | 6          | 6          |            |                          |   |        |        |        |        |        |
|  |             | 2                                | Nikola Mektić Mate Pavić | 6           | 4           | 3                             |                                     |                          |            |            |            |            |                          |   |        |        |        |        |        |
|  | 8           | 2                                | Nikola Mektić Mate Pavić | 6           | 4           | 3                             | Pierre-Hugues Herbert Nicolas Mahut | 4                        | 6          | 63         |            |            |                          |   |        |        |        |        |        |
|  | 8           |                                  |                          |             |             |                               | Pierre-Hugues Herbert Nicolas Mahut | 4                        | 6          | 63         |            |            |                          |   |        |        |        |        |        |
|  | 2           | Nikola Mektić Mate Pavić         | 6                        | 4           | 710         |                               |                                     |                          |            |            |            |            |                          |   |        |        |        |        |        |

### Čtyřhra žen
|  | Čtvrtfinále | Čtvrtfinále                                    | Čtvrtfinále                           | Čtvrtfinále | Čtvrtfinále |                               |                                                | Semifinále                         | Semifinále                            | Semifinále | Semifinále | Semifinále |  |  | Finále | Finále | Finále | Finále | Finále |
|  |             |                                                |                                       |             |             |                               |                                                |                                    |                                       |            |            |            |  |  |        |        |        |        |        |
|  |             | Darija Juraková Nina Stojanovićová             | 63                                    | 6           | 6           |                               |                                                |                                    |                                       |            |            |            |  |  |        |        |        |        |        |
|  | PR          | Aleksandra Krunićová Martina Trevisanová       | 7                                     | 3           | 2           |                               |                                                |                                    |                                       |            |            |            |  |  |        |        |        |        |        |
|  | PR          | Aleksandra Krunićová Martina Trevisanová       | 7                                     | 3           | 2           |                               |                                                | Darija Juraková Nina Stojanovićová | 6                                     | 2          | 4          |            |  |  |        |        |        |        |        |
|  |             |                                                |                                       |             |             |                               |                                                | Darija Juraková Nina Stojanovićová | 6                                     | 2          | 4          |            |  |  |        |        |        |        |        |
|  |             | 3                                              | Barbora Krejčíková Kateřina Siniaková | 3           | 6           | 6                             |                                                |                                    |                                       |            |            |            |  |  |        |        |        |        |        |
|  | 3           | 3                                              | Barbora Krejčíková Kateřina Siniaková | 3           | 6           | 6                             | Barbora Krejčíková Kateřina Siniaková          | 7                                  | 5                                     | 6          |            |            |  |  |        |        |        |        |        |
|  | 3           |                                                |                                       |             |             |                               | Barbora Krejčíková Kateřina Siniaková          | 7                                  | 5                                     | 6          |            |            |  |  |        |        |        |        |        |
|  |             | Sharon Fichmanová Giuliana Olmosová            | 5                                     | 7           | 2           |                               |                                                |                                    |                                       |            |            |            |  |  |        |        |        |        |        |
|  |             |                                                |                                       |             |             |                               |                                                | 3                                  | Barbora Krejčíková Kateřina Siniaková | 2          | 3          |            |  |  |        |        |        |        |        |
|  |             |                                                |                                       |             |             |                               |                                                |                                    |                                       |            |            |            |  |  |        |        |        |        |        |
|  |             | 2                                              | Elise Mertensová Aryna Sabalenková    | 6           | 6           |                               |                                                |                                    |                                       |            |            |            |  |  |        |        |        |        |        |
|  |             | 2                                              | Elise Mertensová Aryna Sabalenková    | 6           | 6           | Coco Gauffová Caty McNallyová | 64                                             | 1                                  |                                       |            |            |            |  |  |        |        |        |        |        |
|  |             |                                                |                                       |             |             | Coco Gauffová Caty McNallyová | 64                                             | 1                                  |                                       |            |            |            |  |  |        |        |        |        |        |
|  | 4           | Nicole Melicharová-Martinezová Demi Schuursová | 7                                     | 6           |             |                               |                                                |                                    |                                       |            |            |            |  |  |        |        |        |        |        |
|  | 4           | Nicole Melicharová-Martinezová Demi Schuursová | 7                                     | 6           |             | 4                             | Nicole Melicharová-Martinezová Demi Schuursová | 5                                  | 4                                     |            |            |            |  |  |        |        |        |        |        |
|  |             |                                                |                                       |             |             |                               | Nicole Melicharová-Martinezová Demi Schuursová | 5                                  | 4                                     |            |            |            |  |  |        |        |        |        |        |
|  |             | 2                                              | Elise Mertensová Aryna Sabalenková    | 7           | 6           |                               |                                                |                                    |                                       |            |            |            |  |  |        |        |        |        |        |
|  | 7           | 2                                              | Elise Mertensová Aryna Sabalenková    | 7           | 6           | Šúko Aojamová Ena Šibaharaová | 2                                              | 0                                  |                                       |            |            |            |  |  |        |        |        |        |        |
|  | 7           |                                                |                                       |             |             | Šúko Aojamová Ena Šibaharaová | 2                                              | 0                                  |                                       |            |            |            |  |  |        |        |        |        |        |
|  | 2           | Elise Mertensová Aryna Sabalenková             | 6                                     | 6           |             |                               |                                                |                                    |                                       |            |            |            |  |  |        |        |        |        |        |

### Smíšená čtyřhra
|  | Čtvrtfinále | Čtvrtfinále                       | Čtvrtfinále                       | Čtvrtfinále | Čtvrtfinále |                               |                                  | Semifinále | Semifinále                       | Semifinále | Semifinále | Semifinále |  |  | Finále | Finále | Finále | Finále | Finále |
|  |             |                                   |                                   |             |             |                               |                                  |            |                                  |            |            |            |  |  |        |        |        |        |        |
|  | Alt         | Hayley Carterová Sander Gillé     | 2                                 | 2           |             |                               |                                  |            |                                  |            |            |            |  |  |        |        |        |        |        |
|  | WC          | Samantha Stosurová Matthew Ebden  | 6                                 | 6           |             |                               |                                  |            |                                  |            |            |            |  |  |        |        |        |        |        |
|  | WC          | Samantha Stosurová Matthew Ebden  | 6                                 | 6           |             | WC                            | Samantha Stosurová Matthew Ebden | 7          | 5                                | [10]       |            |            |  |  |        |        |        |        |        |
|  |             |                                   |                                   |             |             |                               | Samantha Stosurová Matthew Ebden | 7          | 5                                | [10]       |            |            |  |  |        |        |        |        |        |
|  |             |                                   | Desirae Krawczyková Joe Salisbury | 5           | 7           | [8]                           |                                  |            |                                  |            |            |            |  |  |        |        |        |        |        |
|  |             | Desirae Krawczyková Joe Salisbury | Desirae Krawczyková Joe Salisbury | 5           | 7           | [8]                           | 6                                | 6          |                                  |            |            |            |  |  |        |        |        |        |        |
|  |             | Desirae Krawczyková Joe Salisbury |                                   |             |             |                               | 6                                | 6          |                                  |            |            |            |  |  |        |        |        |        |        |
|  |             | Andreja Klepačová Neal Skupski    | 3                                 | 4           |             |                               |                                  |            |                                  |            |            |            |  |  |        |        |        |        |        |
|  |             |                                   |                                   |             |             |                               |                                  | WC         | Samantha Stosurová Matthew Ebden | 1          | 4          |            |  |  |        |        |        |        |        |
|  |             |                                   |                                   |             |             |                               |                                  |            |                                  |            |            |            |  |  |        |        |        |        |        |
|  |             | 6                                 | Barbora Krejčíková Rajeev Ram     | 6           | 6           |                               |                                  |            |                                  |            |            |            |  |  |        |        |        |        |        |
|  | 6           | 6                                 | Barbora Krejčíková Rajeev Ram     | 6           | 6           | Barbora Krejčíková Rajeev Ram | 7                                | 6          |                                  |            |            |            |  |  |        |        |        |        |        |
|  | 6           |                                   |                                   |             |             | Barbora Krejčíková Rajeev Ram | 7                                | 6          |                                  |            |            |            |  |  |        |        |        |        |        |
|  | 3           | Gabriela Dabrowská Mate Pavić     | 63                                | 3           |             |                               |                                  |            |                                  |            |            |            |  |  |        |        |        |        |        |
|  | 3           | Gabriela Dabrowská Mate Pavić     | 63                                | 3           |             | 3                             | Barbora Krejčíková Rajeev Ram    | 6          | 6                                |            |            |            |  |  |        |        |        |        |        |
|  |             |                                   |                                   |             |             |                               | Barbora Krejčíková Rajeev Ram    | 6          | 6                                |            |            |            |  |  |        |        |        |        |        |
|  |             | WC                                | Storm Sandersová Marc Polmans     | 3           | 3           |                               |                                  |            |                                  |            |            |            |  |  |        |        |        |        |        |
|  | WC          | WC                                | Storm Sandersová Marc Polmans     | 3           | 3           | Storm Sandersová Marc Polmans | 4                                | 7          | [10]                             |            |            |            |  |  |        |        |        |        |        |
|  | WC          |                                   |                                   |             |             | Storm Sandersová Marc Polmans | 4                                | 7          | [10]                             |            |            |            |  |  |        |        |        |        |        |
|  | WC          | Arina Rodionovová Max Purcell     | 6                                 | 5           | [8]         |                               |                                  |            |                                  |            |            |            |  |  |        |        |        |        |        |

## Divoké karty
Následující tenisté obdrželi divokou kartu do hlavních soutěží Divoké karty do hlavních soutěží pro
Tradiční dohoda tří ze čtyř tenisových svazů pořádajících Grand Slam, Tennis Australia, United States Tennis Association a Fédération Française de tennis, o přidělení divokých karet singlistům z Francie a Spojených států, se neuskutečnila.
| - Alex Bolt - Thanasi Kokkinakis - Sumit Nagal - Christopher O'Connell - Marc Polmans - Alexei Popyrin - Li Tu - Aleksandar Vukic | - Destanee Aiavová - Kimberly Birrellová - Lizette Cabrerová - Darja Gavrilovová - Maddison Inglisová - Arina Rodionovová - Astra Sharmaová - Samantha Stosurová |

| - Alex Bolt / Jordan Thompson - James Duckworth / Marc Polmans - Matthew Ebden / John-Patrick Smith - Andrew Harris / Alexei Popyrin - Thanasi Kokkinakis / Nick Kyrgios - Nam Ji-sung / Song Min-kyu - Stefanos Tsitsipas / Petros Tsitsipas | - Destanee Aiavová / Astra Sharmaová - Kimberly Birrellová / Jaimee Fourlisová - Lizette Cabrerová / Maddison Inglisová - Olivia Gadecká / Belinda Woolcocková - Darja Gavrilovová / Ellen Perezová - Simona Halepová / Charlotte Kempenaersová-Poczová - Abbie Myersová / Ivana Popovicová |

### Smíšená čtyřhra
- Asia Muhammadová /  Luke Saville
- Ellen Perezová /  Andrew Harris
- Ivana Popovicová /  Aleksandar Vukic
- Arina Rodionovová /  Max Purcell
- Storm Sandersová /  Marc Polmans
- Astra Sharmaová /  John-Patrick Smith
- Samantha Stosurová /  Matthew Ebden
- Belinda Woolcocková /  John Peers

## Kvalifikanti
Před zahájením hlavních soutěží probíhaly singlové kvalifikační turnaje, hrané mezi 10.–13. lednem 2021. Poprvé v historii grandslamu se kvalifikace konaly mimo vlastní dějiště turnaje, když je v Melbourne Parku neumožnila australská restriktivní nařízení pro pokračující pandemii covidu-19. Účastnilo se jich 128 hráčů. Místem konání mužského turnaje se stalo Dauhá a ženská soutěž proběhla v Dubaji. Do dvouher postoupilo dvacet tři mužů a dvacet žen.
| Mužští kvalifikanti |
| --- |
| 1. Carlos Alcaraz 2. Kimmer Coppejans 3. Maxime Cressy 4. Frederico Ferreira Silva 5. Quentin Halys 6. Aslan Karacev 7. Henri Laaksonen 8. Tomáš Macháč 9. Michael Mmoh 10. Roman Safiullin 11. Serhij Stachovskyj 12. Bernard Tomic 13. Viktor Troicki 14. Botic van de Zandschulp 15. Mario Vilella Martínez 16. Elias Ymer |
| Šťastní poražení |
| 1. Taró Daniel 2. Hugo Dellien 3. Damir Džumhur 4. Robin Haase 5. Alexandre Müller 6. Cedrik-Marcel Stebe 7. Mikael Torpegaard |

| Ženské kvalifikantky |
| --- |
| 1. Tímea Babosová 2. Clara Burelová 3. Elisabetta Cocciarettová 4. Olga Danilovićová 5. Sara Erraniová 6. Majo Hibiová 7. Francesca Jonesová 8. Kaja Juvanová 9. Rebecca Marinová 10. Greet Minnenová 11. Whitney Osuigweová 12. Chloé Paquetová 13. Cvetana Pironkovová 14. Ljudmila Samsonovová 15. Valeria Savinychová 16. Majar Šarífová |
| Šťastné poražené |
| 1. Ysaline Bonaventureová 2. Mihaela Buzărnescuová 3. Margarita Gasparjanová 4. Anna Karolína Schmiedlová |

## Žebříčková ochrana
Následující tenisté využili k účasti v hlavních soutěžích žebříčkové ochrany.
| Mužská dvouhra - Lu Jan-sun - Mackenzie McDonald | Ženská dvouhra - Mona Barthelová - Katie Boulterová - Jaroslava Švedovová - Věra Zvonarevová |